# Firmino Marques
Firmino José Rodrigues Marques (20 de maio de 1958) é um deputado e político português. Ele é deputado à Assembleia da República na XIV legislatura pelo Partido Social Democrata. Ele é licenciado em Filosofia.